# Vapensmederna: männen som beväpnar Sveriges kriminella
Vapensmederna - Männen som beväpnar Sverige kriminella är en bok utgiven 2021 skriven av journalisterna Jani Pirttisalo Sallinen och Mathias Ståhle.  

## Innehåll
Boken beskriver hur helt lagliga jakt- och sportskyttebutiker i Sverige och övriga Europa spelar en avgörande roll i vapenförsörjningen av de kriminella gängen. Detta anges ske genom att vapen kommer från vapenhandlare i Europa till svenska jaktbutiker, som säljer stora mängder vapendelar licensfritt. Dessa hamnar sedan i radhuskällare och hemmaverkstäder där självlärda vapensmeder mekar ihop de skjutvapen som sedan säljs vidare till kriminella. Boken anför att svenska jakt- och sportskyttebutiker har ett moraliskt ansvar för skjutningarna ute i förorterna.
Tidningen Svensk Jakt menar att författarnas tes "läckageteorin" - att det flyter vapen från legala jägare och skyttar till den kriminella världen - är intressant, men att bokens genomgång inte ger något stöd för den, utan snarare visar på frånvaron av kopplingar mellan den kriminella världen och landets 300 000 jägare och 100 000 sportskyttar. Man tycker dock författarna har en poäng med att påtala frånvaron av ett centralt register över företagen med vapenhandlartillstånd i Sverige. En liknande kritik framförs i NWT som kallar den "en politisk blindavfyrning", då boken baseras på en handfull fall av illegal vapenhantering. Man menar att bokens förslag om skärpt lagstiftning inte gör någon skillnad för det som redan är förbjudet, men kanske tar bort fokus från åtgärder som skulle kunna hjälpa, till exempel större resurser till Tullen och mer polistillsyn av vapenhandlare.

## Författarna
Sallinen är reporter på Svenska Dagbladet inom "Gräv, nyheter och samhälle". Han vann grävpriset Guldspaden 2014, och nominerades till Guldspaden 2020 för granskningen "Vapnens väg".
Ståhle är reporter på SvD Näringsliv, och har belönats med guldspaden tre gånger. Han nominerades till Stora journalistpriset 2017, och mottog Advokatsamfundets journalistpris samma år.

## Utgåva
- Pirttisalo Sallinen, Jani; Ståhle Mathias (2021). Vapensmederna: männen som beväpnar Sveriges kriminella. Stockholm: Norstedts. Libris dr1fsv9cb250rzfq. ISBN 9789113111070